# CHC Energía
CHC Energía es una comercializadora de electricidad en España. Opera en el mercado libre, así como en el mercado regulado (PVPC) bajo la marca Comercializador de Referencia Energético. 

## Historia
CHC Energía se constituyó en 2009 como empresa comercializadora copropiedad al 50% de CIDE, la patronal de las pequeñas distribuidoras eléctricas, y HC Energía, empresa española del Grupo EDP.
En 2021, CHC Energía pasó a ser propiedad al 100% de CIDE, tras adquirir a EDP Energía su participación del 50%.
En 2023, Repsol compró el 50,01% de CHC Energía. 

## Cuota de mercado
CHC Energía cuenta con 314.932 clientes en el mercado eléctrico libre, correspondiendo a una cuota de mercado del 1,5%. En el mercado regulado cuenta con 45.927 clientes y una cuota de mercado del 0,5% (septiembre 2022).